# 新卡蘭恰克
45°35′3″N 28°46′34″E / 45.58417°N 28.77611°E
新卡蘭恰克（烏克蘭語：Новокаланчак）是位於烏克蘭西南部的村莊，由敖德萨州伊茲梅爾區的薩夫亞尼市鎮負責管轄。該村始建於1945年，面積0.64平方公里，海拔高度74米，2001年人口265，人口密度每平方公里414.06人。